# Помология
Помоло́гия (от лат. pomum — «плод» и «…логия») — научная дисциплина в агрономии, которая занимается
изучением сортов плодовых и ягодных растений, сортоведение.
Начало помологии в России положил учёный и писатель А. Т. Болотов. Он написал 8-томный помологический труд «Изображения и описания различных пород яблок и груш, родящихся в Дворяниновских, а отчасти и в других садах. Рисованы и описаны Андреем Болотовым в Дворянинове с 1797 по 1801 г.».
В Западной Европе пионером помологии считается Иоганн Херманн Кнооп, выпустивший в 1760-м году первую часть монографии «Помология, описание и изображения лучших сортов яблок и груш, которым в Голландии, Германии, Франции, Англии уделяется внимание и которые поэтому культивируются» («Pomologia, das ist Beschreibungen und Abbildungen der besten Sorten der Aepfel und Birnen, welche in Holland, Deutschland, Franckreich, Engeland und anderwärts in Achtung stehen, und deswegen gebauet werden.»). Помологическими описаниями занимались А. Диль, Э. Лукас, В. Лаухе, И. Г. К. Обердик, французский помолог А. Леруа и другие.
Помологическую школу в России развивали И. В. Мичурин, В. В. Пашкевич, М. В. Рытов, Л. П. Симиренко, С. С. Рогозин и другие.
Крупные помологические учреждения России и Украины: ВНИИСПК (Всероссийский научно-исследовательский институт селекции плодовых культур), Московский Помологический рассадник — Коробковский сад. Дата обращения: 24 ноября 2017. Архивировано из оригинала 25 февраля 2013 года., Крымский помологический рассадник — Совхоз «Коминтерн», Опытно-помологический рассадник — ЦГЛ им. И. В. Мичурина.